# Любов — це зброя
Любов — це зброя (англ. Love Is a Gun) — американський фільм 1994 року.

## Сюжет
Джек Гарт — фотограф, що працює в поліції, в його обов'язки входить фотографувати жертв на місці злочину. Бачачи кров і трупи, у Джека починають виникати дивні видіння. Йому здається, що в серії зроблених ним знімків він бачить своє власне майбутнє. На одному зі знімків йому ввижається красуня Джина, з якою він не знайомий. Пізніше її знаходять мертвою, а головним підозрюваним становиться Джек.

## У ролях
| Актор               | Роль           |
| ------------------- | -------------- |
| Ерік Робертс        | Джек Гарт      |
| Келлі Престон       | Джин Старр     |
| Елайза Робертс      | Ізабель        |
| Р. Лі Ермі          | Френк Дікон    |
| Джозеф Сірола       | Аль Кіндер     |
| Джон Тоулс-Бей      | Джей Лебовітц  |
| Джек Келер          | Бутс Тайнан    |
| Гарві Вернон        | годинникар     |
| Джоан Стюарт Морріс | жінка детектив |
| Пітер Піт           | Дітер          |
| Дерріл Фонг         | Джозеф Лі      |
| Маршалл Белл        | чоловік Джин   |
| Грант Крамер        | Клаудіо        |